# Istituto Pio X Artigianelli
L'Istituto Pio X Artigianelli è un edificio storico del centro di Firenze, situato in via de' Serragli 102-104-106-108-110-112, all'interno dell'ex-monastero di Santa Elisabetta delle Convertite.

## Storia
Il complesso ha origine quale monastero della vicina chiesa di Santa Elisabetta delle Convertite, fondato nel 1330 per iniziativa della Compagnia dei Laudesi di Santo Spirito e inaugurato nel 1333, col beato Simone da Cascia che diede alle monache la Regola agostiniana. Si chiamava "delle Convertite" perché accettava anche le prostitute che si pentivano e intendevano redimersi, sia per vocazione che per regioni legate alla povertà, a infermità o anzianità, potendo entrare prima coma laiche e poi evantualmente prendere i voti monacali. Nel 1624 il monastero fu ingrandito grazie all'aiuto di Maria Maddalena d'Austria, e incorporò "una contigua casupola, nella quale il dì 21 luglio 1515 nacque san Filippo Neri". 

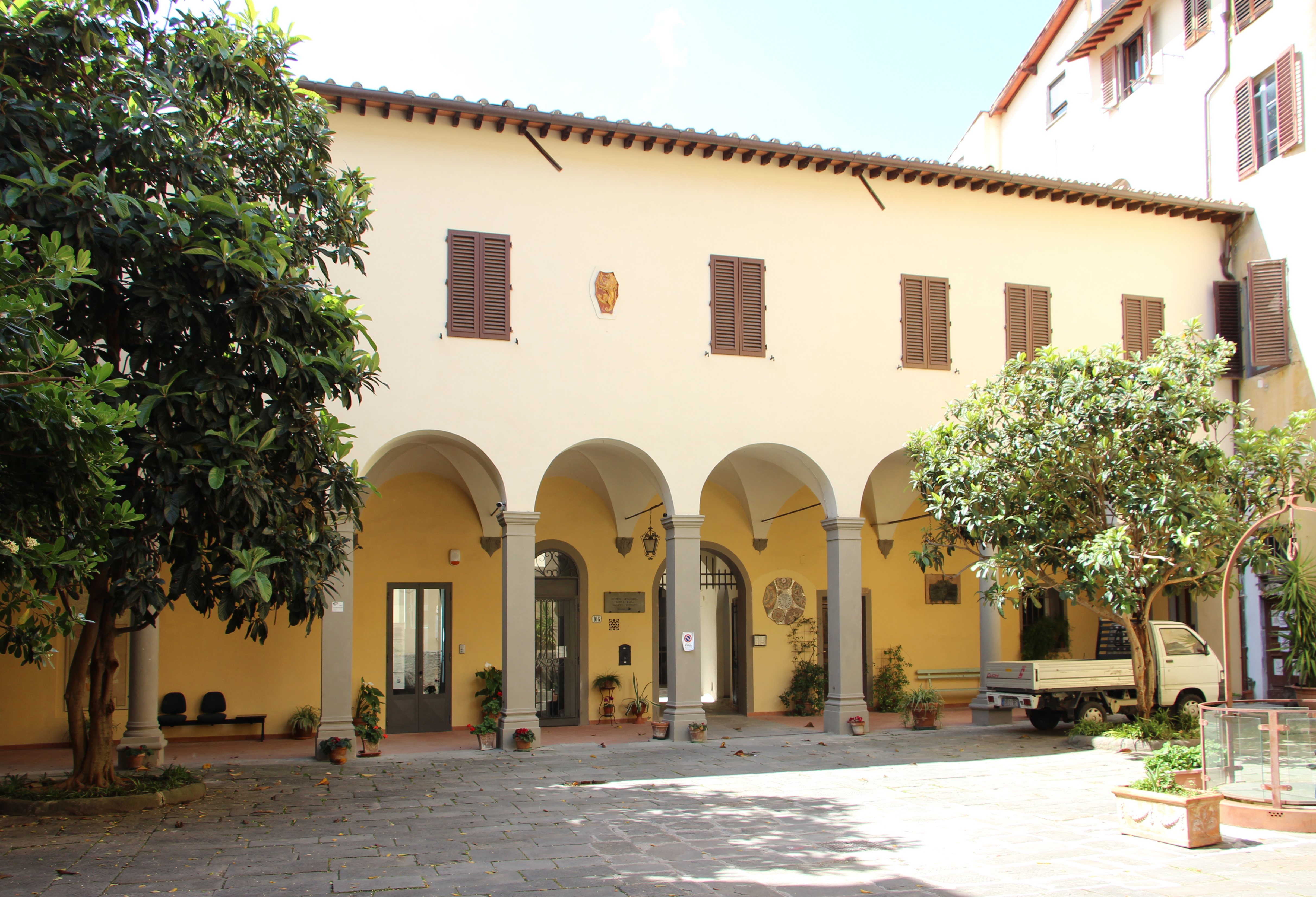
Il cortile di Sant'Elisabetta

Soppresso nel 1808 e, dopo alterne vicende, trasferita la comunità residua in via dei Malcontenti nel 1837 presso il monastero di Santa Elisabetta del Capitolo, il complesso fu adibito ad usi secolari nello stesso anno (ma già nel 1833 un appartamento è documentato come affittato dalla scrittrice inglese Mary Boyle O'Relly, un altro con annesso laboratorio alla scultrice francese Félicie de Fauveau). Poco dopo, come chiarisce Federico Fantozzi che segnala l'edificio come casa del signor Vasse, "in una porzione vi fu aperta una tipografia, e nell'altra (anno 1840) un Istituto ortopedico dal prof. Ferdinando Carbonari", che sarebbe stato un dei primi in Italia nel suo genere, con oltre novanta stanze comprendenti laboratori per i gessi e per gli arti meccanici. Negli anni 1850 una porzione è poi documentata occupata dal laboratorio dello scultore americano Thomas Ball, mentre al 1886 risale la notizia della trasformazione della fabbrica quale sede della direzione degli omnibus, con stalle e fienili. 
Attorno al 1903, grazie all'aiuto dell'industriale Cesare Parissi, tutto il complesso fu acquistato dai padri Scolopi per farne sede di una scuola professionale, con l'obiettivo di indirizzare ad un mestiere bambini e ragazzi provenienti da famiglie povere della città. In questo stesso periodo si intervenne con estese opere di ristrutturazione finalizzate al nuovo uso della struttura, con la creazione di più di trenta piccole officine. Nel 1904 la struttura si arricchì di un piccolo teatro e di una scuola elementare. A partire dall'anno scolastico 1964-1965 la scuola venne trasformata in scuola media unificata e si approntò un nuovo statuto poi approvato con decreto del Presidente della Repubblica nel 1970 e da allora legato alla denominazione di "Istituto Pio X Artigianelli". 
Dopo un periodo di progressivo degrado nel corso degli ultimi tempi si è proceduto a una serie di interventi che lentamente stanno portando al recupero del complesso, coordinati dall'ufficio tecnico della struttura diretto dall'architetto Paolo Burzagli. Recuperato nel 2011 il cinema e altri ambienti si prevedono lavori tesi ad adeguare altri spazi a residenze a canone contenuto. In particolare il complesso ospita, oltre ad abitazioni e laboratori artigiani, una scuola media, l'associazione "I ragazzi del Sipario" e l'Atelier degli Artigianelli che, sotto l'egida dell'Osservatorio dei Mestieri d'Arte, prosegue nell'opera della formazione agli antichi mestieri e al restauro.

## Descrizione

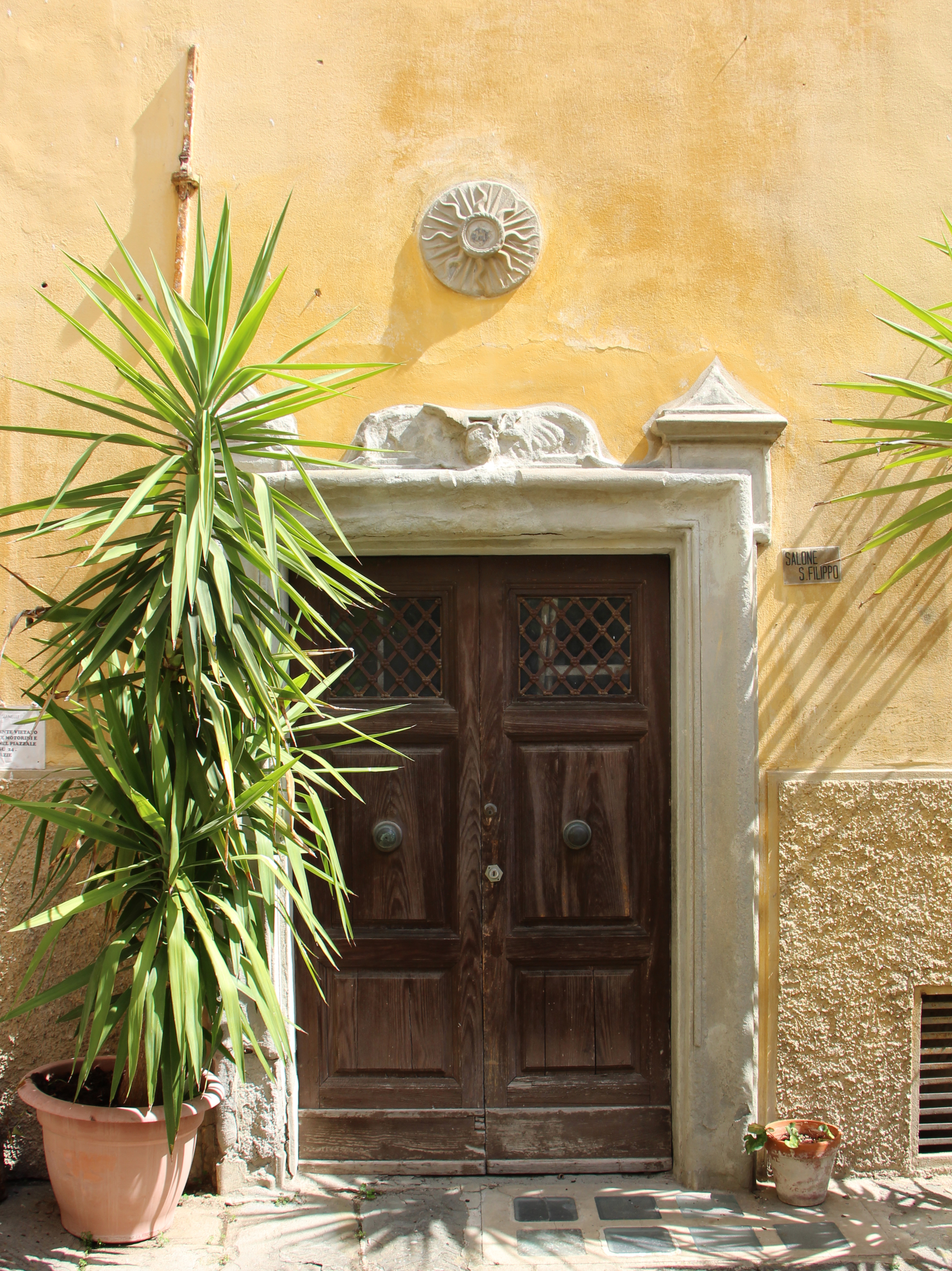
Porta del chiostro che portava alla chiesa

Il prospetto su via de' Serragli, articolato su quattro piani, non presenta elementi architettonicamente significativi. Tuttavia sul fronte, in prossimità del numero civico 104 rosso, è da segnalare un grande tabernacolo con la raffigurazione di una Crocifissione con i dolenti, attribuita a Bernardino Poccetti, qui trasferito da via della Chiesa. Nel 1957 l'insieme fu oggetto di un intervento di restauro complessivo con direzione dei lavori dell'architetto Umberto Fabbrini, assistente Cupisti Mameli, restauro dell'affresco Luigi Rossini. Più recentemente (2003) si è tornati a intervenire sull'affresco a cura della principessa Matilde de' Medici di Toscana di Ottajano. 
Tra gli ambienti interni è poi da segnalare il chiostro, con le numerose memorie storiche, tra cui un busto di Umberto I donato dal sindaco di Firenze e senatore Tommaso Corsini, una targa in ricordo di monsignor Bruno Panerai posta nel 1984, una in memoria dei Caduti della prima guerra mondiale, un'altra in ricordo di san Filippo Neri. 
| AL VOSTRO ASILO O GIOVANETTI OPERAI INTITOLATO AL RE BUONO CHE UN COMITATO CITTADINO ERIGEVA E LA CASSA DI RISPARMIO DOTAVA - QUESTO REGALE RITRATTO IL PRIN CIPE TOMMASO CORSINI MUNIFICENTE DONAVA N. MARTELLI DETTÒ |

| IN MEMORIA DI MONS. BRUNO PANERAI N. 6 · 11 · 1901 ___ M. 26 · 6 · 1980 PARROCO DI S. FELICE IN PIAZZA CHE PER LE VIE D'OLTRARNO PROFUSE IL SUO CORAGGIO CIVILE E LE SUE VIRTÙ CRISTIANE FIRENZE __ LUGLIO __ 1984 |

| AL GLORIOSO PADREE DEGLI ORATORIANI FILIPPO NERI IN ROMA APOSTOLO TANTO GRANDE QUANTO PIACQUE A LUI FRASI PICCOLO SOVRANO CONQUISTATORE D'ANIME E CON ARTI DA DIO INSEGNATEGLI EDUCATORE DI GIOVANI NATO IL XXI LUGLIO MDXV NEL POPOLO DI SAN PIER GATTOLINO CHE DAL CARO NOME DI LUI CHIAMA ANCORA L'ATTIGUO POZZO I CONCITTADINI POSERO NEL TERZO SECOLARE ANNIVERSARIO DELLA SUA ASSUNZIONE TRA I SANTI MCMXXI P.PG MANNI S. S. P. N. MARTELLI |

| 21 LUGLIO 1515 - 21 LUGLIO 2015 S. FILIPPO NERI GRANDE EDUCATORE E SANTO DEL SORRISO NEL QUINTO CENTENARIO DELLA SUA NASCITA QUESTA LAPIDE IN RICORDO GRATI PER LA SUA PRESENZA PATERNA GIOIOSA E FAMILIARE DON GIANFRANCO ROLFI ______________ P. MARIO AVILES_______ PRIORE DI S. FELICE IN PIAZZA __ PROCURATORE GENERALE DELLE __E DI S. PIETRO IN GATTOLINO ___ CONGREGAZIONE DELL'ORATORIO __________________________________ DI S. FILIPPO NERI ISTITURO PIO X ARTIGIANELLI POSE |

| \| AI SOCI CADUTI IN GUERRA BATI DANTE PASTACALDI UGO ......E NON SONO MCMXV Fond. Vignali Firenze \| \| IL CIRCOLO “N. MARTELLI” SACCHETTI PIETRO SIGNORINI ALFREDO MORTI MORENDO MCMXVIII Prof. Cavaciocchi, Prato \| |  | |
| AI SOCI CADUTI IN GUERRA BATI DANTE PASTACALDI UGO ......E NON SONO MCMXV Fond. Vignali Firenze |  | IL CIRCOLO “N. MARTELLI” SACCHETTI PIETRO SIGNORINI ALFREDO MORTI MORENDO MCMXVIII Prof. Cavaciocchi, Prato |

È inoltre presente uno scudo policromo con l'arme della famiglia Martelli (di rosso, al grifone d'oro).